# Plymouth Company

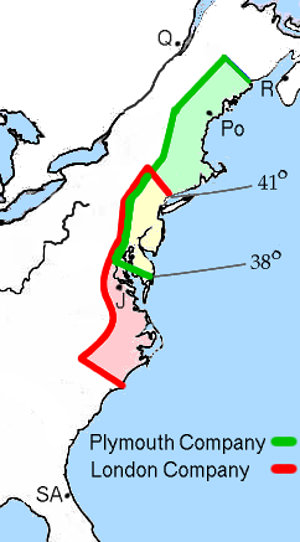
Landzuweisungen der London und Plymouth Company. Das überlappende Gebiet (gelb) war beiden Gesellschaften zugeteilt worden. Die Popham Colony ist mit „Po“ bezeichnet., Q – Quebec (Königreich Frankreich); R – Port Royal; J – Jamestown (England); SA – San Agustín (Königreich Spanien).

Die Plymouth Company oder auch Virginia Company of Plymouth wurde am 10. April 1606 in England mit königlicher Urkunde von Jakob I. offiziell gegründet und war neben der London Company die zweite Kapitalgesellschaft mit dem wirtschaftlichen Zweck der Errichtung von englischen Kolonien in Nordamerika. Das privatrechtliche Unternehmen hatte seinen Sitz in Plymouth; verantwortlich für den Aufbau der Plymouth Company waren George Popham und Sir Ferdinando Gorges.
Das dem Unternehmen zugesprochene Gebiet umfasste die nordamerikanische Küste vom 38. Breitengrad, der Mündung des Potomac Rivers im heutigen Virginia, bis zum 45. Breitengrad, der Mündung des St. Croix Rivers und Grenze zwischen dem heutigen Maine und Neubraunschweig. Das Gebiet entspricht der heutigen Region Neuengland. Das Territorium südlich des 41. Breitengrades wurde jedoch mit der London Company geteilt, unter der Voraussetzung, dass die jeweilige Kolonie beim Bau von Siedlungen einen Abstand von 160 Kilometer (100 englische Meilen) zueinander einhielt.
Der erste Versuch der Plymouth Company, eine Kolonie zu gründen, scheiterte an den Spaniern, die das Schiff der Engländer im August 1606 vor Florida kaperten und die Besatzung gefangen nahmen. Nachdem die Küste zuvor erkundet worden war, verließ im Jahr 1607 eine weitere Gruppe von rund 120 Kolonisten England und siedelte an der Mündung des Kennebec River, unweit des heutigen Phippsburg, im heutigen US-Bundesstaat Maine. Die Kolonisten bauten ein Fort, etwa 50 Häuser, eine Kirche, ein Vorratslager und eine fünfzehn Meter lange Pinasse, die Virginia of Sagahadoc. Die Kolonie, nach ihrem Gründer Popham Colony benannt, wurde jedoch nach nur einem Jahr aufgegeben. Pophams plötzlicher Tod und ein strenger Winter veranlasste die Kolonisten, im August 1608, einige auf ihrem selbstgebauten Schiff, nach England zurückzukehren. Auch in der Folge gelang es der Gesellschaft nicht, dauerhafte Siedlungen an der Ostküste Nordamerikas zu gründen.
In England wurde die Plymouth Company nun nicht mehr gebraucht, was 1609 dazu führte, dass die London Company das gesamte Gebiet an der Küste bis zum 41. Breitengrad für die alleinige Nutzung der Colony of Virginia erhielt. Erst im Jahr 1620 wurde die Plymouth Gesellschaft erneuert und in den Council for New England (Plymouth-Rat für Neuengland) umbenannt. Der Leiter der neuen Gesellschaft war Sir Ferdinando Gorges. Anders als die Plymouth Company war der Plymouth Council erfolgreicher und gründete die erste Siedlung in der Plymouth Colony auf dem Gebiet der heutigen Stadt Plymouth in Massachusetts. Der Plymouth Council bestand nur 15 Jahre lang und wurde 1635 aufgelöst. Als Nachfolger des Plymouth Council wurde die Massachusetts Bay Company gegründet, die ursprünglich den Namen New England Company trug. Ihr wurde 1629 von König Karl I. eine königliche Charta ausgestellt.